# سسکا پستا
سسکا پستا (انگلیسی: Česká pošta) شرکت دولتی پست در جمهوری چک است، که در سال ۱۹۱۸ تأسیس شد.